# بين ديكسون
بين ديكسون (بالإنجليزية: Ben Dixon)‏ (16 سبتمبر 1974 في المملكة المتحدة - ) هو لاعب كرة قدم بريطاني في مركز الدفاع. لعب مع نادي بلاكبول ووودلاندز ويلينغتون ونادي غاينسبورو ترينيتي وغرانتهام تاون ‏ وويتبي تاون ‏ ونادي ويتون ألبيون وأوست تاون ‏ وLincoln United F.C. ‏ ولينكولن سيتي أف سي ونادي بوسطن تاون ‏.

## وصلات خارجية
- بين ديكسون على موقع قاعدة بيانات كرة القدم.إي يو (الإنجليزية)
- بين ديكسون على موقع Soccerbase.com (لاعب) (الإنجليزية)